# Milow (zanger)
Milow (Borgerhout, 14 juli 1981), geboren als Jonathan Ivo Gilles Vandenbroeck, is een Belgische singer-songwriter. De zanger is bekend van zijn hits You Don't Know, Ayo Technology, You and Me (In My Pocket) en Little in the Middle. Hij was de grote winnaar van de Music Industry Awards (MIA's) 2007, 2008 en 2011.

## Biografie
Milow werd voor het eerst gehoord op Humo's Rock Rally 2004. Daar stootte hij onmiddellijk door tot de finale, maar een podiumplaats miste hij net. De jury noemde zijn cover van Bruce Springsteens Thunder Road de beste van de jongste editie en oordeelde dat zijn nummer You Don't Know tot de drie sterkste van de wedstrijd behoorde.
In januari 2006 bracht Milow zijn eerste cd uit. The Bigger Picture werd opgenomen in eigen beheer, met behulp van producer Nigel Powell. Om de cd op te nemen werd er een beroep gedaan op gastmuzikanten, onder wie Sergej Van Bouwel (Absynthe Minded), Frederik Sioen en Johannes Verschaeve (The Van Jets).
In hetzelfde jaar, 2006, haalde zijn single One of It De Afrekening. In januari 2007 kwam de single You Don't Know ook binnen in De Afrekening waar het drie weken lang op nummer 1 genoteerd staat.
Op 28 juni 2007 opende Milow Rock Werchter in de Piramid Marquee.
Begin november kwam zijn single Dreamers and Renegades uit, welke na minder dan een week airplay 'hotshot' van Studio Brussel werd. De single was de voorloper van Milows nieuwe album, Coming of Age, dat vanaf 1 februari 2008 in de rekken lag. Milow stelde dit nieuwe album voor op 6 februari 2008 in Het Depot te Leuven.
De krant De Standaard heeft Milow een plaats op zijn weblog aangeboden. Op Off The Record bracht Milow verslag uit over het produceren van zijn platen en hij schrijft geregeld over zijn leven als singer-songwriter.
Op 1 februari 2008 bemachtigde Milow drie van de MIA's van 2007. Twee publieksprijzen: voor "Beste song" en voor "Beste videoclip". De muzieksector riep hem uit tot "Beste doorbraak".
Op 7 juni 2008 opende Milow TW Classic en op 13 juli 2008 opende hij Werchter Boutique. Hiermee werd hij de eerste artiest ooit die op alle drie de festivals van Werchter speelde.
In september 2008 bracht hij een eigen, akoestische versie van de single Ayo Technology uit. Het is een cover van de gelijknamige single uit 2007 van 50 Cent, Justin Timberlake en Timbaland. De single haalde goud in België, Denemarken, Zweden en Zwitserland. In Duitsland werden van de single 300.000 exemplaren verkocht, wereldwijd meer dan een half miljoen. Het leverde Milow een eerste platina award op. Het album Milow behaalde tevens in Zwitserland en Duitsland de goudstatus.
Op 24 december 2008 speelde Milow live op de Grote Markt in Breda voor het publiek van de Nederlandse versie van het Glazen Huis in het kader van de 3FM-actie 'Serious Request'.
Op 6 februari 2009 bemachtigde Milow vijf MIA's. Hij was daarmee de grote winnaar van de uitreiking van de MIA's van 2008. Milow ontving de prijzen in de categorieën "Beste solo man", "Beste videoclip", "Beste pop", "Beste song" en "Beste download". In de zomer van dat jaar kreeg hij met het nummer Ayo Technology een vermelding in het Amerikaanse blad Time Magazine.
Op 12 februari 2009 had hij tijdens een opkomende sneeuwstorm een ongeval met een huurauto in IJsland, waar hij was voor de opname van een videoclip voor de single Out of My Hands. De wagen was total-loss, maar er was geen slachtoffer. Op 7 juli 2009 brandde z'n tourbus uit langs de Duitse snelweg, maar niemand raakte gewond.
Op 29 september 2009 heeft Milow een wereldrecord gevestigd door muziek te maken op de bodem van de Pyhäsalmi-mijn in Finland. Dit concert vond plaats op 1430 meter onder de zeespiegel.
Op 16 december 2009 kondigde Milow aan dat binnen afzienbare tijd zijn eerste single in Canada uitgebracht zou gaan worden. Dit werd als groot nieuws gebracht, vooral omdat Milow in zijn nummer Canada van het album Coming of Age zingt dat het zijn droom is om ooit in Canada op te treden. Deze droom maakte hij vervolgens waar in september 2010.
Eind januari 2010 maakte Milow bekend dat hij een duet-versie van zijn nummer Out of My Hands had opgenomen met de Noorse zangeres Marit Larsen.
In april 2011 kwam het nieuwe studioalbum uit: North and South. Het album kwam mede tot stand met medewerking van Tony Maserati en Dave Kutch. Beide bekend van grote artiesten als Beyonce en Jason Mraz.
Op 10 december 2011 bemachtigde Milow nog maar eens drie MIA's wat hem in totaal reeds op elf beeldjes brengt. Hij was daarmee de grote winnaar van de uitreiking van de MIA's van 2011. Milow ontving de prijzen in de categorieën "Beste solo man", "Beste pop" en "Beste live-act".
Op 1 juli 2012 speelde Milow op Rock Werchter. Hij was afsluiter van The Barn, en op 2 oktober 2012 speelde hij voor het eerst in Azië, namelijk in het Chinese Peking.
Eind 2012 won Milow zijn twaalfde MIA, doordat hij tijdens de MIA's van 2012 de prijs voor "Beste pop" in ontvangst mocht nemen.
In 2015 trad Milow op met Emma Bale, met wie hij het nummer Fortune Cookie schreef, dat begin 2016 de eerste plaats bereikte in de Ultratop.
In 2016 heeft hij zijn negende album 'Modern Heart' uitgebracht met als singles 'Howling At The Moon', 'Lonely One' en 'No No No'. De single 'Howling At The Moon' haalde de top 10 van de Ultratop 50.
In 2018 bracht Milow nog een nieuwe single uit Lay Your Worry Down. In 2019 nam hij deel aan het programma Liefde voor Muziek, waar hij o.a. een single uitbracht met Nederlandse zangeres Ilse Delange. Datzelfde jaar nam hij ook deel aan de Duitse versie Sing Meinen Song van dit programma en in 2020 aan de versie van Nederland, genaamd Beste Zangers, waarbij hij de nummers "Regard du Soleil" (een Franse versie van het nummer "All things under the Sun") en "Same Love" (met Diggy Dex), de Single Top 100 in song.
Vandenbroeck schreef mee aan het nummer Je leeft maar 1 keer van Stef Bos, dat in 2023 verscheen op diens album Bitterlief.
In 2024 nam hij deel aan één aflevering van De Slimste Mens ter Wereld.

## Discografie

### Albums

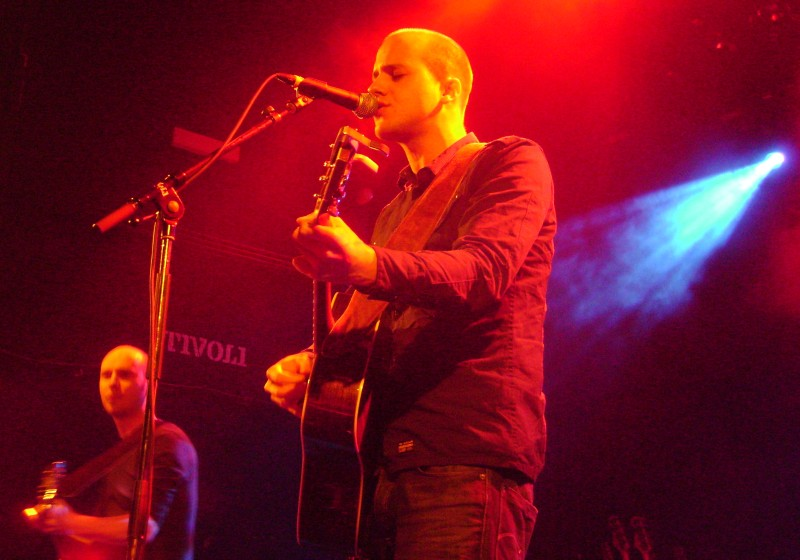
Milow live in Utrecht

| Album met eventuele hitnotering(en) in de Nederlandse Album Top 100 | Datum van verschijnen | Datum van binnenkomst | Hoogste positie | Aantal weken | Opmerkingen |
| ------------------------------------------------------------------- | --------------------- | --------------------- | --------------- | ------------ | ----------- |
| The Bigger Picture                                                  | 20-01-2006            | 01-03-2008            | 78              | 2            |             |
| Coming of Age                                                       | 01-02-2008            | 17-05-2008            | 17              | 23           |             |
| Milow                                                               | 27-03-2009            | 18-04-2009            | 17              | 30           |             |
| Maybe Next Year (Live)                                              | 02-10-2009            | 03-10-2009            | 21              | 12           | Livealbum   |
| North and South                                                     | 01-04-2011            | 09-04-2011            | 3               | 35           |             |
| From North to South (Live)                                          | 19-10-2012            | 27-10-2012            | 40              | 5            | Livealbum   |
| Silver Linings                                                      | 28-03-2014            | 05-04-2014            | 11              | 13           |             |
| Modern heart                                                        | 13-05-2016            | 21-05-2016            | 19              | 3            |             |
| Lean Into Me                                                        | 31-05-2019            | 08-06-2019            | 76              | 1            |             |
| Nice To Meet You                                                    | 20-05-2022            | 28-05-2022            | 69              | 1            |             |
| Boy Made Out Of Stars                                               | 21-01-2025            |                       |                 |              |             |

| Album met hitnotering(en) in de Vlaamse Ultratop 200 albums | Datum van verschijnen | Datum van binnenkomst | Hoogste positie | Aantal weken | Opmerkingen |
| ----------------------------------------------------------- | --------------------- | --------------------- | --------------- | ------------ | ----------- |
| The Bigger Picture                                          | 2006                  | 04-02-2006            | 10              | 110          | Goud        |
| Coming of Age                                               | 2008                  | 09-02-2008            | 1(1wk)          | 65           | Goud        |
| Milow                                                       | 2009                  | 25-04-2009            | 26              | 24           |             |
| Maybe Next Year (Live)                                      | 2009                  | 10-10-2009            | 7               | 20           | Livealbum   |
| North and South                                             | 2011                  | 09-04-2011            | 5               | 93           | Platina     |
| From North to South (Live)                                  | 2012                  | 27-10-2012            | 9               | 21           | Livealbum   |
| Silver Linings                                              | 2014                  | 12-04-2014            | 1(1wk)          | 47           |             |
| Modern heart                                                | 2016                  | 21-05-2016            | 2               | 42           |             |
| Lean Into Me                                                | 2019                  | 09-06-2019            | 5               | 12           |             |
| Boy Made Out Of Stars                                       | 21-01-2025            | 02-03-2025            | 5               | 1*           |             |

### Singles
| Single met eventuele hitnotering(en) in de Nederlandse Top 40 | Datum van verschijnen | Datum van binnenkomst | Hoogste positie | Aantal weken | Opmerkingen                                |
| ------------------------------------------------------------- | --------------------- | --------------------- | --------------- | ------------ | ------------------------------------------ |
| You Don't Know                                                | 2007                  | -                     | -               | -            | Nr. 69 in de Single Top 100                |
| Ayo Technology                                                | 2008                  | 22-11-2008            | 1(4wk)          | 25           | Nr. 1 in de Single Top 100                 |
| You Don't Know                                                | 2009                  | 04-04-2009            | 7               | 15           | Nr. 8 in de Single Top 100                 |
| One of It                                                     | 2009                  | -                     | tip 2           | -            | Nr. 64 in de Single Top 100                |
| Hard Luck Stories                                             | 2010                  | -                     | -               | -            | met Nona Mez / Nr. 84 in de Single Top 100 |
| You and Me (In My Pocket)                                     | 21-02-2011            | 09-04-2011            | 34              | 4            | Nr. 24 in de Single Top 100                |
| Little in the Middle                                          | 30-05-2011            | -                     | tip 13          | -            | Nr. 87 in de Single Top 100                |
| Fortune Cookie                                                | 2016                  | -                     | tip 14          | -            | met Emma Bale                              |
| Howling at the moon                                           | 2016                  | -                     | tip 1           | -            | Nr. 87 in de Single Top 100                |
| Summer days                                                   | 2017                  | -                     | tip 18          | -            | met Sebastián Yatra                        |
| Regarde de soleil                                             | 2020                  | 30-10-2020            | -               | -            | Nr. 95 in de Single Top 100                |
| Same Love                                                     | 2020                  | 07-11-2020            | -               | -            | met Diggy Dex Nr. 85 in de Single Top 100  |

| Single met hitnotering(en) in de Vlaamse Ultratop 50 | Datum van verschijnen | Datum van binnenkomst | Hoogste positie | Aantal weken | Opmerkingen                       |
| ---------------------------------------------------- | --------------------- | --------------------- | --------------- | ------------ | --------------------------------- |
| You Don't Know                                       | 2007                  | 03-03-2007            | 3               | 42           | Nr. 2 in de Radio 2 Top 30        |
| Dreamers and Renegades                               | 2007                  | 16-02-2008            | 24              | 5            | Nr. 11 in de Radio 2 Top 30       |
| The Ride                                             | 2008                  | 31-05-2008            | 41              | 5            | Nr. 24 in de Radio 2 Top 30       |
| Ayo Technology                                       | 2008                  | 27-09-2008            | 1(2wk)          | 28           | Nr. 1 in de Radio 2 Top 30 / Goud |
| Out of My Hands                                      | 2009                  | -                     | tip 5           | -            | Nr. 10 in de Radio 2 Top 30       |
| Darkness Ahead and Behind (Live)                     | 2009                  | -                     | tip 5           | -            |                                   |
| Never Gonna Stop                                     | 10-12-2010            | 11-12-2010            | 2               | 7            | Nr. 2 in de Radio 2 Top 30        |
| You and Me (In My Pocket)                            | 2011                  | 12-03-2011            | 6               | 18           | Nr. 3 in de Radio 2 Top 30 / Goud |
| Little in the Middle                                 | 2011                  | 02-07-2011            | 24              | 11           | Nr. 2 in de Radio 2 Top 30        |
| She Might She Might                                  | 03-10-2011            | 17-12-2011            | 43              | 2            | Nr. 4 in de Radio 2 Top 30        |
| Building Bridges                                     | 13-02-2012            | -                     | tip 12          | -            | Nr. 25 in de Radio 2 Top 30       |
| California Rain                                      | 04-06-2012            | -                     | tip 12          | -            | Nr. 20 in de Radio 2 Top 30       |
| Where My Head Used To Be                             | 2012                  | -                     | tip 4           | -            |                                   |
| We Must Be Crazy                                     | 2014                  | -                     | tip 2           | -            |                                   |
| Against the Tide                                     | 2014                  | -                     | tip 3           | -            |                                   |
| Tomorrow the Sun May Go                              | 2014                  | 27-09-2014            | tip6            | -            |                                   |
| Echoes in the Dark                                   | 2014                  | 22-11-2014            | tip3            | -            |                                   |
| Wind Me Up                                           | 2015                  | 21-03-2015            | tip5            | -            |                                   |
| Fortune Cookie                                       | 2015                  | 28-11-2015            | 1(1wk)          | 21           | met Emma Bale                     |
| Howling at the Moon                                  | 2016                  | 16-04-2016            | 3               | 23           |                                   |
| No No No                                             | 2016                  | 15-10-2016            | 24              | 9            |                                   |
| Summer Days                                          | 2017                  | 01-07-2017            | 20              | 8            | met Sebastián Yatra               |
| Lay Your Worry Down                                  | 2018                  | 10-11-2018            | 28              | 10           | met Matt Simons                   |
| Help                                                 | 2019                  | 01-06-2019            | 49              | 2            |                                   |
| Nobody Needs You Like I Do                           | 2019                  | 23-11-2019            | 23              | 13           |                                   |
| Whatever It Takes                                    | 2020                  | 23-05-2020            | 18              | 18           |                                   |
| First Day of My Life                                 | 2020                  | 14-11-2020            | 28              | 11           |                                   |
| Asap                                                 | 2021                  | 03-04-2021            | 23              | 20           |                                   |
| Christmas Is Finally Here                            | 2021                  | 01-01-2022            | 20              | 1            |                                   |
| How Love Works                                       | 2022                  | 23-04-2022            | 30              | 8            |                                   |
| Until The Sun Comes Up                               | 2022                  | 22-10-2022            | 31              | 2*           |                                   |

### NPO Radio 2 Top 2000
| Nummers met noteringen in de NPO Radio 2 Top 2000 | '09 | '10  | '11  | '12  | '13  | '14-'19 | '20  |
| ------------------------------------------------- | --- | ---- | ---- | ---- | ---- | ------- | ---- |
| Ayo Technology                                    | 955 | 1412 | 1507 | 1345 | 1781 | -       | -    |
| You and Me (In My Pocket)                         | ×   | ×    | 1295 | 1503 | -    | -       | -    |
| You Don't Know                                    | 574 | 1245 | 1471 | 1367 | 1895 | -       | 1501 |

1. ↑  Een '-' betekent dat het nummer niet was genoteerd, een '×' betekent dat het nummer nog niet was uitgebracht en een vetgedrukt getal geeft de hoogste notering van een nummer aan.
2. ↑  2009 was het eerste jaar met een notering voor Milow.
3. ↑  Deze tabel is bijgewerkt tot en met de laatste editie (2024).